# Apache JServ Protocol
The Apache JServ Protocol (AJP) — это бинарный протокол, который может проводить входящие запросы с веб-сервера до сервера приложений, который находится позади веб-сервера. Также он поддерживает некоторое наблюдение за состоянием сервера, в том числе позволяет проводить ping сервера приложений. AJP обычно используется в системах со сбалансированной нагрузкой, где один или более front-end’ов рассылают запросы в один или более серверов приложений. Сессии направляются к нужному серверу приложений, используя механизм роутинга, где каждый сервер приложений получает своё имя.
AJP реализован в Apache HTTP Server 1.x используя плагин mod jk, и в Apache 2.2 используя представленный прокси ajp (плагины mod proxy, mod proxy ajp), прокси и модули для балансирования прокси. Сервер apache написан на языке C++, серверы приложений обычно написаны на языке Java.
Сервлет-контейнеры Apache Tomcat и JBoss AS/WildFly поддерживают AJP.